# 日産・KRエンジン
日産・KRエンジンとは日産自動車が開発した可変圧縮比と可変バルブタイミングを備えた12バルブまたは16バルブの直列3気筒または4気筒のエンジンである。圧縮比の変動範囲は8:1～14:1である。これは、動力の要求に応じてピストンのストロークの長さを変更するアクチュエータの動きによって実現される。全アルミニウム製ターボチャージャーが装着されている。

## KH5T
KH5Tは1,461 cc (1.5 L) DIG-T (ターボチャージャー付きガソリン直噴エンジン)の直列3気筒の12バルブエンジンである。
搭載車種：
- 2022年 - 日産・キャッシュカイ e-Power[4][5] 190 PS (140 kW; 187 hp) / 4,500 - 7,500 rpm[2]，330 N⋅m (243 lb⋅ft) [3]

## KR15DDT
KR15DDTはVCターボを備えた3気筒エンジンであり， エクストレイル（4代目）に初搭載された。その名前が示すように、このエンジンには可変圧縮比を採用しており、低負荷域と高負荷域で適切な圧縮比に調整することで優れた走行性能と高燃費を同時に実現する。また、クールドEGRを採用している。このエンジンは、2022年における10のベストエンジンおよび推進システム賞で19個目のトロフィーを獲得した。審査員のドリュー・ウィンターは、「非常にスムーズで、アイドリング中は非常に静かで、渋滞中や高速道路での運転が快適」と評し、その他の審査員からは「このエンジンは従来の3気筒エンジンとは同じ言葉で表せない」とコメントされた。
搭載車種：
- 2021年 – 日産・ローグ/エクストレイル/エクストレイル e-power (T33型) 204 PS (150 kW; 201 hp), 305 N⋅m (225 lb⋅ft)[6]

## KR20DDET
KR20DDETは、日産の新しい可変圧縮技術を搭載したVCターボエンジンとして2016年のパリモーターショーで発表された。これは、世界初の量産可能な可変圧縮比エンジンとして宣伝された。DDETの記号が示す通り、直噴とポート噴射を併用している。
搭載車種：
- 2017年 – インフィニティ・QX50 (J55型)
  - 266 hp (270 PS; 198 kW) / 5,600 rpm、280 lb⋅ft (380 N⋅m) / 4,000 rpm[13]
- 2021年 – インフィニティ・QX55 (J55型)
  - 268 hp (272 PS; 200 kW) / 5,600 rpm、280 lb⋅ft (380 N⋅m) / 4,400-4,800 rpm[14]
- 2022年 – インフィニティ・QX60 (L51型) (中国仕様)[15]
- 2018年 – 日産・アルティマ (L34型)
  - 248 hp (251 PS; 185 kW) / 5,600 rpm、273 lb⋅ft (370 N⋅m) / 4,000 rpm (プレミアム93ガソリン)[10]
  - 236 hp (239 PS; 176 kW) / 5,600 rpm、267 lb⋅ft (362 N⋅m) / 4,000 rpm  (レギュラーガソリン)[10]
- 2023年 – 日産・パスファインダー (R53型,中国仕様)

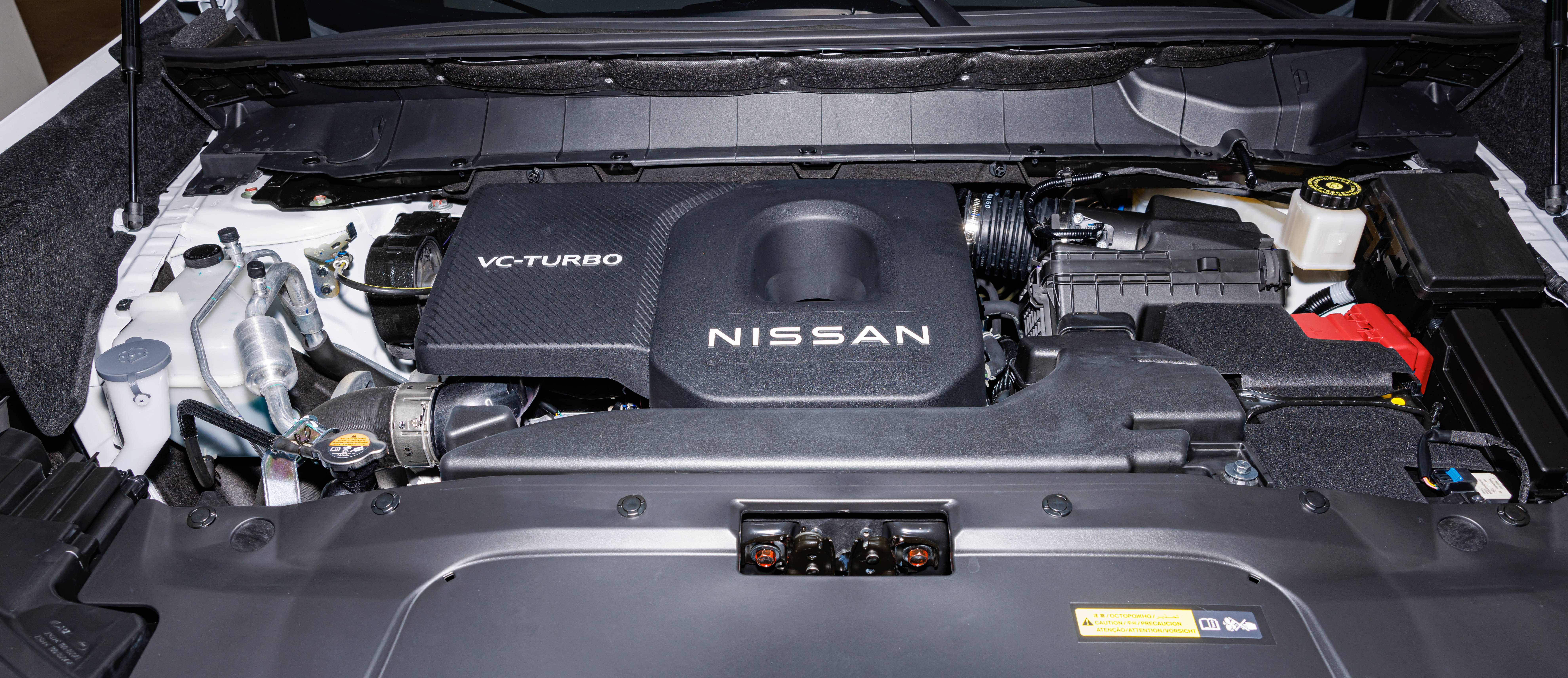
日産・KR20DDET (パスファインダー R53型, 中国仕様)